# Clara Direz
Clara Direz (ur. 5 kwietnia 1995 w Sallanches) – francuska narciarka alpejska, dwukrotna medalistka igrzysk olimpijskich młodzieży.

## Kariera
Po raz pierwszy na arenie międzynarodowej Clara Direz pojawiła się 21 listopada 2010 roku w Val Thorens, gdzie w zawodach FIS Race zajęła 31. miejsce w gigancie. W styczniu 2012 roku wystartowała na igrzyskach olimpijskich młodzieży w Innsbrucku, zdobywając złoty medal w gigancie oraz brązowy medal w rywalizacji drużynowej. Miesiąc później wystąpiła na mistrzostwach świata juniorów w Roccaraso, zajmując dziewiąte miejsce w supergigancie i piętnaste w gigancie. Jeszcze trzykrotnie startowała na imprezach tego cyklu, jednak zajmowała miejsca poza czołową dziesiątką.
W zawodach Pucharu Świata zadebiutowała 26 stycznia 2013 roku w Mariborze, gdzie nie ukończyła pierwszego przejazdu giganta. Pierwsze pucharowe punkty wywalczyła 28 grudnia 2015 roku w Lienzu, zajmując 24. miejsce w tej samej konkurencji. Na podium zawodów tego cyklu pierwszy raz stanęła 19 stycznia 2020 roku w Sestriere, wygrywając rywalizację w gigancie równoległym. Wyprzedziła tam Austriaczkę Elisę Mörzinger i Włoszkę Martę Bassino. Najlepsze wyniki osiągnęła w sezonie 2019/2020, kiedy zajęła 36. miejsce w klasyfikacji generalnej i drugie w klasyfikacji PAR, której lepsza była tylko Petra Vlhová ze Słowacji.
W 2019 roku wystartowała na mistrzostwach świata w Åre, gdzie zajęła ósme miejsce w gigancie.

## Osiągnięcia

### Igrzyska olimpijskie
| Miejsce | Dzień    | Rok  | Miejscowość | Konkurencja | Czas biegu | Strata | Zwyciężczyni |
| ------- | -------- | ---- | ----------- | ----------- | ---------- | ------ | ------------ |
| 19.     | 7 lutego | 2022 | Pekin       | Gigant      | 1:55,69    | +3,64  | Sara Hector  |

### Mistrzostwa świata
| Miejsce | Dzień     | Rok  | Miejscowość | Konkurencja | Czas biegu | Strata | Zwyciężczyni |
| ------- | --------- | ---- | ----------- | ----------- | ---------- | ------ | ------------ |
| 8.      | 14 lutego | 2019 | Åre         | Gigant      | 2:01,97    | +2,21  | Petra Vlhová |

### Mistrzostwa świata juniorów
| Miejsce | Dzień     | Rok  | Miejscowość | Konkurencja | Czas biegu | Strata | Zwyciężczyni       |
| ------- | --------- | ---- | ----------- | ----------- | ---------- | ------ | ------------------ |
| 15.     | 3 marca   | 2012 | Roccaraso   | Gigant      | 2:40,02    | +1,66  | Ragnhild Mowinckel |
| 9.      | 5 marca   | 2012 | Roccaraso   | Supergigant | 1:06,99    | +0,59  | Annie Winquist     |
| DNF1    | 22 lutego | 2013 | Québec      | Gigant      | 2:22,23    | -      | Lisa-Maria Zeller  |
| 19.     | 24 lutego | 2013 | Québec      | Supergigant | 1:00,89    | +1,84  | Stephanie Venier   |
| 31.     | 26 lutego | 2013 | Québec      | Zjazd       | 1:11,18    | +2,39  | Jennifer Piot      |
| DNF1    | 27 lutego | 2014 | Jasná       | Gigant      | 1:52,86    | -      | Marta Bassino      |
| 13.     | 7 marca   | 2015 | Hafjell     | Gigant      | 2:25,14    | +1,68  | Nina Ortlieb       |
| 22.     | 9 marca   | 2015 | Hafjell     | Slalom      | 1:43,54    | +3,20  | Paula Moltzan      |

### Igrzyska olimpijskie młodzieży
| Miejsce | Dzień       | Rok  | Miejscowość | Konkurencja     | Czas biegu | Strata | Zwyciężczyni         |
| ------- | ----------- | ---- | ----------- | --------------- | ---------- | ------ | -------------------- |
| 4.      | 14 stycznia | 2012 | Innsbruck   | Supergigant     | 1:05,78    | +0,31  | Estelle Alphand      |
| 6.      | 15 stycznia | 2012 | Innsbruck   | Superkombinacja | 1:40,82    | +1,49  | Magdalena Fjällström |
| 3.      | 17 stycznia | 2012 | Innsbruck   | Drużynowo       | ?          | ?      | Austria              |
| 1.      | 18 stycznia | 2012 | Innsbruck   | Gigant          | 1:56,13    | -      | -                    |
| DNF1    | 20 stycznia | 2012 | Innsbruck   | Slalom          | 1:19,76    | -      | Petra Vlhová         |

### Puchar Świata

#### Miejsca w klasyfikacji generalnej
- sezon 2012/2013: -
- sezon 2013/2014: -
- sezon 2014/2015: -
- sezon 2015/2016: 102.
- sezon 2016/2017: -
- sezon 2017/2018: 128.
- sezon 2018/2019: 101.
- sezon 2019/2020: 36.
- sezon 2021/2022: 91.

#### Miejsca na podium w zawodach
1. Sestriere – 19 stycznia 2020 (gigant równoległy) – 1. miejsce